# Eduardo Ray Marquez
Eduardo Ray Marquez (* 5. Februar 1976 in Managua, Nicaragua) ist ein ehemaliger nicaraguanischer Boxer im Strohgewicht. 

## Profikarriere
Im Jahre 1996 begann er seine Profikarriere. Am 28. März 2003 boxte er gegen Jorge Mata um den Weltmeistertitel des Verbandes WBO und gewann durch K. o. Diesen Gürtel verlor er allerdings bereits in seiner ersten Titelverteidigung im Mai desselben Jahres an Iván Calderón.
Im Jahre 2010 beendete er seine Karriere.